# ويليام إس. ميلر
ويليام إس. ميلر (بالإنجليزية: William S. Miller)‏ هو سياسي أمريكي، ولد في 22 أغسطس 1793 في الولايات المتحدة، وتوفي في 9 نوفمبر 1854 في نيويورك في الولايات المتحدة. انتخب عضو مجلس النواب الأمريكي.